# Діденко Ольга Петрівна
О́льга Петрі́вна Діде́нко (18 липня 1916, м. Умань Київської губернії — 21 травня 2010) — український музейний та громадський діяч, археолог, етнограф, учасник підпільної боротьби під час Другої світової війни.

## Життєпис
Ольга Діденко народилася 5 (18 за нов. ст.) липня 1916 року в м. Умань на Черкащині (тоді — Київської губернії).
По закінченні педагогічних курсів в м. Умані у 1932 році вчителювала у селах Уманського та Христинівського районів.
У 1934 році стала студенткою факультету української мови та літератури Уманського інституту народної освіти. Пізніше через закриття факультету, її перевели до Миколаївського інституту, закінчивши який працювала вчителем на Донеччині.
Протягом 1941—1944 років була активним членом підпільної групи А. Романщака.
У повоєнні роки протягом 1944—1960 років вчителює на Черкащині, Львівщині та Вінниччині.
У 1962—1973 роках працювала екскурсоводом Уманського краєзнавчого музею. У цей час вона займалася створенням музейної експозиції, яка була присвячена Другій світовій війні та збором спогадів учасників війни та місцевих жителів. Крім того, вона поповнювала фонди археологічними матеріалами. Також вона створила в Уманському краєзнавчому музеї постійну виставку віконного різьблення та настінних розписів.
Крім того, вона була причетна до створення у 1967 році експозиції, присвяченої 50-річчю Радянської влади, а 1968 році — 200-річчю Коліївщини. У 1969 році вона займалася розробкою мережі музейних кімнат та кутків новостворюваного Жашківського районного краєзнавчого музею з урахуванням специфіки кожного села району, але ця ідея повністю не була реалізована.
У співавторстві з В. Стефановичем видала двотомний збірник «Археологічні пам'ятки Уманщини» (1968, 1975 рр.). Працювала співробітником музею на багатьох рятівних розкопках, зокрема, у 1963 р. — скіфського могильника, та у 1967 р. — Уманського городища.
Протягом 1974—1988 років була співробітником на громадських засадах (з 1989 р. по 1993 р. — у штаті) Черкаського обласного краєзнавчого музею. У 1993—2001 роках обіймала посаду наукового співробітника Черкаської обласної археологічної інспекції та брала участь у підготовці матеріалів до «Зводу пам'яток історії та культури», археологічних розвідках у західних районах Черкаської області та на новобудовах.
Померла Ольга Діденко 21 травня 2010 року.

## Праці
Олена Діденко є автором низки наукових праць з археології Уманщини:
- Стефанович В. А., Діденко О. П. Археологічні пам'ятки Уманщини: У 2-х т. — Т. 1. — Умань, 1968. — 307 с.
- Стефанович В. А., Діденко О. П. Археологічні пам'ятки Уманщини: У 2-х т. — Т. 2. — Умань, 1975. — 89 с.
- Діденко О. П., Заграничний П. О., Ріднева В. О. Уманський краєзнавчий музей / Путівник по експозиції. — Дніпропетровськ: Вид. «Промінь», 1967. — 50 с., фото.
- Діденко О. П. Городища Уманського полку // Нові дослідження пам'яток козацької доби в Україні. — Вип. 7. — К., 1998. — С. 144—148.
- Діденко О. П. Орнаментація кахлів пізнього середньовіччя на матеріалах з Уманщини // Нові дослідження пам'яток козацької доби в Україні. — Вип. 8. — К., 1999.– С. 85 — 91.
- Діденко О. П. Стела з Білогрудівського лісу // Археологічні дослідження на Черкащині. — Вип. 1. — Черкаси: «Сіяч», 1995. — С. 55 — 57.
- Діденко О. П. Торгові ряди XVIII ст. в Умані // Нові дослідження пам'яток козацької доби в Україні. — Вип. 9. — К., 2000. — С. 35 — 37.
- Діденко О. П. Хрещаті кахлі // Українське гончарство: Національний культурологічний щорічник. — Київ — Опішне: Молодь — Народознавство, 1993. — Кн. 1. — 520 с. — С. 237—249.
- Білецька О.[2], Діденко О., Нерода В. Пам'ятки археології доби пізнього середньовіччя Жашківського, Монастирищенського та Христинівського районів Черкаської області // Нові дослідження пам'яток козацької доби в Україні. — Вип. 13 — К., 2004. — С. 29 — 37.
- Горішній П., Діденко О. Середньовічна кераміка із розкопок у Чигирині // Нові дослідження пам'яток козацької доби в Україні. — Вип. 7 — К., 1998. — С. 151—157.

## Нагороди
- Лауреат премії імені В. А. Стефановича
- Лауреат премії імені В. В. Хвойки.